# 列梅什夫
50°33′57″N 24°40′3″E / 50.56583°N 24.66750°E
列梅什夫（烏克蘭語：Лемешів），是烏克蘭的村落，位於該國西部沃倫州，由盧茨克區負責管轄，始建於1570年，面積8.84平方公里，海拔高度222米，2001年人口513，人口密度每平方公里58.04人。